# American Dream (album, LCD Soundsystem)
American Dream je čtvrté studiové album americké hudební skupiny LCD Soundsystem. Vydáno bylo 1. září roku 2017. Jde o první řadovou desku skupiny po sedmi letech – předchozí album s názvem This Is Happening kapela vydala roku 2010. Mezitím, konkrétně v letech 2011 až 2015, však kapela neexistovala. První singl z alba, který obsahoval písně „Call the Police“ a „American Dream“, vyšel již 5. května 2017. Druhý („Tonite“) následoval 16. srpna toho roku.

## Seznam skladeb
1. Oh Baby
2. Other Voices
3. I Used To
4. Change Yr Mind
5. How Do You Sleep?
6. Tonite
7. Call the Police
8. American Dream
9. Emotional Haircut
10. Black Screen

## Obsazení
- James Murphy – zpěv, bicí Gretsch, EMS Synthi AKS, baskytara, kytara, perkuse, Roland SH-101, Synare, Korg MS-20, ARP Odyssey, klavír, Roland Jupiter-4, ARP Omni II, Roland TR-33, louskání prstů, Oberheim SEM, Roland TR-808, Yamaha CS-60, [Roland System-100M, zakázkově vyrobený modulární syntezátor, Roland System-100M, Crumar, varhany Moog CDX, varhany Yamaha, Korg SQ-10, Maplin MatrixSynth, bonga, Simmons SDS-V, Roland SH-5, Korg Trident II, Moog Voyager, zvonkohra, Korg MS-50, Powertran Polysynth, Fuku-Masu Seq & BSC
- Pat Mahoney – bicí, zpěv
- Nancy Whang – zpěv
- Tyler Pope – baskytara
- Al Doyle – klavír, Korg PS-3100, kytara, zpěv, Yamaha CS01, violoncello, mandolína, konga, Synare, vokodér, Roland SH-5, Korg Delta, Oberheim OB-3
- Gavin Russom – Roland Jupiter-4, Korg MS-20, Oberheim SEMzpěv
- Korey Richey – zpěv, louskání prstů
- Matt Shaw – Yamaha CS-60
- Riley MacIntyre – louskání prstů